# Chris French
Chris French est un psychologue britannique né le 6 avril 1956. Il est un spécialiste de la psychologie des expériences inhabituelles, une branche de la parapsychologie. Il est aussi un membre actif du mouvement sceptique contemporain. 
Il est actuellement professeur à Goldsmiths College, University of London. Il est responsable de la "Anomalistic psychology Research Unit", qu'il fonda en 2000. Il est aussi le coéditeur du magazine "The Skeptic (UK)".